# یوکاسته
یوکاسته (به یونانی: Iοκαστη)، در اسطوره‌های یونان، همسر لایوس است.
لایوس شنیده بود به دست پسرش که از یوکاسته به دنیا می‌آید کشته خواهد شد. به همین دلیل اودیپ را پس از تولد طرد کرد. اودیپ که توسط چوپانان به پولوبوس پادشاه کورنت سپرده شده بود، در جوانی ناخواسته پدر را در نزاعی کشت و با یوکاسته ازدواج کرد. چون حقیقت برملا شد یوکاسته خود را کشت. وی از اودیپ (فرزند و همسر خود) صاحب دو دختر به نام آنتیگونه و ایسمنه و دو فرزند پسر به نام پولونیکس و اتئوکلس شد.